# Robert Schable
Robert Schable est un acteur américain du cinéma muet, né à Hamilton (Ohio) le 31 août 1873, et mort à Los Angeles (Californie) le 7 juillet 1947.

## Filmographie partielle
- 1920 : Le Loup de dentelle (en) (On with the Dance) de George Fitzmaurice : Jimmy Sutherland
- 1920 : A Romantic Adventuress de Harley Knoles : Charles Robertson
- 1920 : The Stolen Kiss de Kenneth S. Webb
- 1921 : Experience de George Fitzmaurice : La Vanité
- 1922 : Sherlock Holmes contre Moriarty (Sherlock Holmes) de Albert Parker : Alf Bassick
- 1922 : Sisters de Albert Capellani
- 1922 : Le Mystérieux Coupable (The Cowboy and the Lady) de Charles Maigne : Weston
- 1922 : A Daughter of Luxury de Paul Powell : Charlie Owen
- 1923 : Bella Donna de George Fitzmaurice : Dr. Hartley
- 1923 : La Flétrissure (The Cheat) de George Fitzmaurice : Jack Hodge
- 1923 : Nobody's Money de Wallace Worsley : Carl Russell
- 1924 : L'Étranger (The Stranger) de Joseph Henabery : Jim Walenn
- 1926 : Partners Again de Henry King : Schenckmann
- 1927 : The Love of Sunya de Albert Parker
- 1929 : Le Yacht d'amour (en) (The Man and the Moment) de George Fitzmaurice : Skippy